# Пыскор
Пы́скор — село в Пермском крае России. Входит в Березниковский городской округ в рамках организации местного самоуправления и в Усольский район в рамках административно-территориального устройства края.

## География
Расположено на правом берегу реки Камы, в 15 км севернее города Усолья (устье реки Пыскорки).

## История
Село основано в 1558 году уральскими промышленниками Строгановыми на месте раннесредневекового городища, относящегося к родановской археологической культуре. Первоначально называлось Канкор (Кангор). В том же году был основан Пыскорский мужской монастырь. В 1559-60 годах, Аникий Федорович Строганов сделал пустыни вклад (дар) землями, перед смертью сам стал там монахом, а детям дал наказ заботиться о монастыре. В 1568 году в этом монастыре подвизался и принял монашеский постриг преподобный Трифон Вятский. Царская грамота 1621 года называла Пыскорский монастырь строением Аникия Строганова, его детей Якова, Григория и Семена и внуков Максима, Никиты, Андрея и Петра, которые построили храмы, но и дали обители «леса, и пожни, и иные угодья». Последующие Строгановы также помогали монастырю. Например, Анна Никитична Строганова по завещанию от 18 января 1686 года оставила обители 5 тыс. рублей. Отношения Строгановых с монастырем иногда были чисто хозяйственными. Например, по приходно-расходной книге 1688/89 годов значится, что Пыскорский монастырь заплатил по кабалам Строганову 5059 руб. и взял новый кабальный заем в размере 4455 руб., а также предоставил ему в оброк некоторые земли. Монастырь владел вотчинами и солеварницами в Соликамском уезде. В 1764 году получил II класс. Долгое время Пыскорский монастырь был самым крупным в Пермском крае, но в дальнейшем он переводился на р. Лысьву, в Соликамск (1775), и в Пермь (1781, по указу Екатерины II).
В 1623 году первое упоминание о Пыскорском женском монастыре: «да на посаде под горою в девичьем монастыре церковь Изосима и Савватия Соловецких чудотворцев деревянная клецки».
В 1634 году в Пыскоре был построен казённый Пыскорский медеплавильный завод, просуществовавший до 1657 года. В его строительстве участвовали 15 саксонцев во главе с А. Петцольтом. В 1723 году Пыскорский завод был вновь пущен и работал до первой половины XIX в., вплоть до истощения рудной базы. 
В 1869 году в селе проживало около 3000 жителей.
С 2004 до 2018 года село входило в Усольское городское поселение Усольского муниципального района, с 2018 года является центром Пыскорского территориального отдела Березниковского городского округа.

## Население
| 1926 | 2010 |
| ---- | ---- |
| 1138 | ↘885 |

## Археологические экспедиции
В 1993, 2002 и 2003 г. на территории Пыскора Камской археологической экспедицией Пермского государственного университета проводились археологические раскопки. В числе прочего был исследован некрополь Пыскорского монастыря.

## Достопримечательности

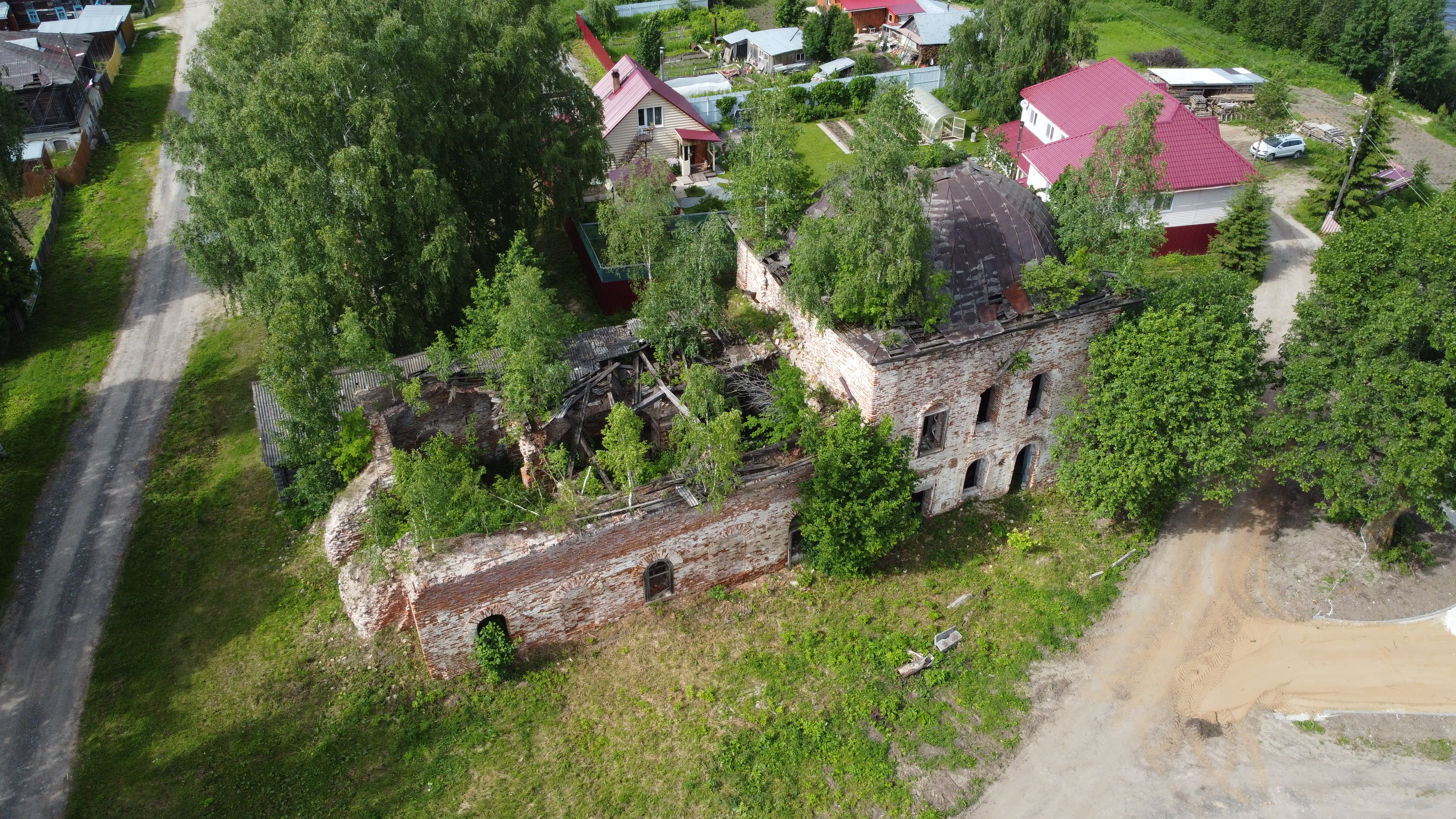
Церковь Преображения Господня в селе Пыскор

- Никольская церковь была построена в 1695 году. Средства на её строительство выделил солепромышленник Григорий Шустов[12][13].
- Пыскорский лабиринт расположен в Пыскорской горе. Подземный ход лабиринта ведёт в глубь склона[14]. Подземный ход был случайно открыт местными мальчишками в 1915 году. В том же году был исследован археологами во главе с Павлом Богословским, рассказавшем о результатах изучения в работе «Подземный ход и археологические раскопки в селе Пыскор Соликамского уезда»[15]. Позже вход в тоннель был закрыт сошедшим оползнем.
- Преображенская церковь была построена в 1782—1808 года на средства прихожан[16].